# توبياس كوربيوفايت
توبياس كوربيوفايت (بالألمانية: Tobias Kurbjuweit)‏ (30 ديسمبر 1982 في ألمانيا - ) هو لاعب كرة قدم ألماني في مركزي الهجوم والوسط. لعب مع دينامو برلين وكارل زايس يينا وكيمنتزر وماينتس 05 ونادي سانت باولي ونادي ماغديبورغ ويونيون برلين و1. FC Gera 03 ‏ و1. FSV Mainz 05 II ‏ و وتنس بوروسيا برلين.

## وصلات خارجية
- توبياس كوربجويت على موقع قاعدة بيانات كرة القدم.إي يو (الإنجليزية)
- توبياس كوربجويت على موقع بيانات كرة القدم. دي إي (الألمانية)
- توبياس كوربجويت على موقع عالم كرة القدم.نت (الإنجليزية)